# Янкович, Марко
Ма́рко Я́нкович (черног. Марко Јанковић / Marko Janković; 9 июля 1993, Цетине, СРЮ) — черногорский футболист, полузащитник клуба «Карабах» и сборной Черногории.

## Клубная карьера
Марко Янкович является воспитанником футбольного клуба «Партизан». В 2012—2013 году на правах аренды выступал за «Телеоптик».
Летом 2013 года стал игроком греческого «Олимпиакос». Принимал участие в юношеской лиге чемпионов. Спустя год был отдан в аренду в команду «ОФК», так и не сыграв за основной состав «Олимпиакоса» ни одного матча. В 2015—2016 годах арендовался словенским «Марибором».
В июле 2016 года на правах аренды перешёл в родной клуб «Партизан». 14 июля дебютировал в основном составе в матче лиги Европы против польского «Заглембе».
В январе 2019 года перешел в итальянский клуб СПАЛ.
Летом 2022 года стал игроком «Карабаха».

## Карьера в сборной
Янкович играл во всех возрастных сборных Черногории. 29 мая 2016 года дебютировал в основной сборной в товарищеском матче против Турции.